# Dressmann
Dressmann ist ein ursprünglich aus Norwegen stammender Bekleidungsfilialist, der mit rund 400 Geschäften und Online-Shops in Norwegen, Schweden und Finnland vertreten ist. Zusätzlich betreibt das Unternehmen Geschäfte in Island sowie Online-Shops in Deutschland, Österreich und Dänemark. Aus dem lettischen und deutschsprachigen Bekleidungsgeschäft hat sich Dressmann inzwischen zurückgezogen.

## Geschichte

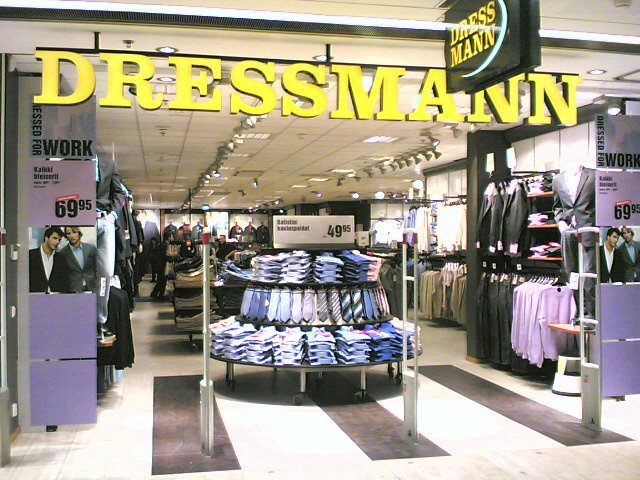
Dressmann-Filiale in Helsinki, 2006, noch mit altem Logo

Dressmann wurde 1962 von Frank Varner (Varner-Gruppen) in Oslo gegründet. Inzwischen ist der Konzern mit Geschäften in sieben Ländern nordeuropäischer Marktführer bei Bekleidung für Herren. Im Jahr 2010 ging man eine Kooperation mit der Band The Rolling Stones ein, die ein Verkauf lizenzierter Kleidungsstücke und die Nutzung alter Songs für Promotionaktionen und Werbespots möglich machte. Im gleichen Zuge wurden die Geschäfte aufwendig saniert und das alte Logo durch das heutige ersetzt. Um das neue Design erfolgreich testen zu können, wurde der zeitgleich neu eröffnete schwedische Flagship-Store in Stockholm dafür genutzt. Im Heimatland Norwegen ist Dressmann heute mit 153 Filialen vertreten.

## Situation in Deutschland

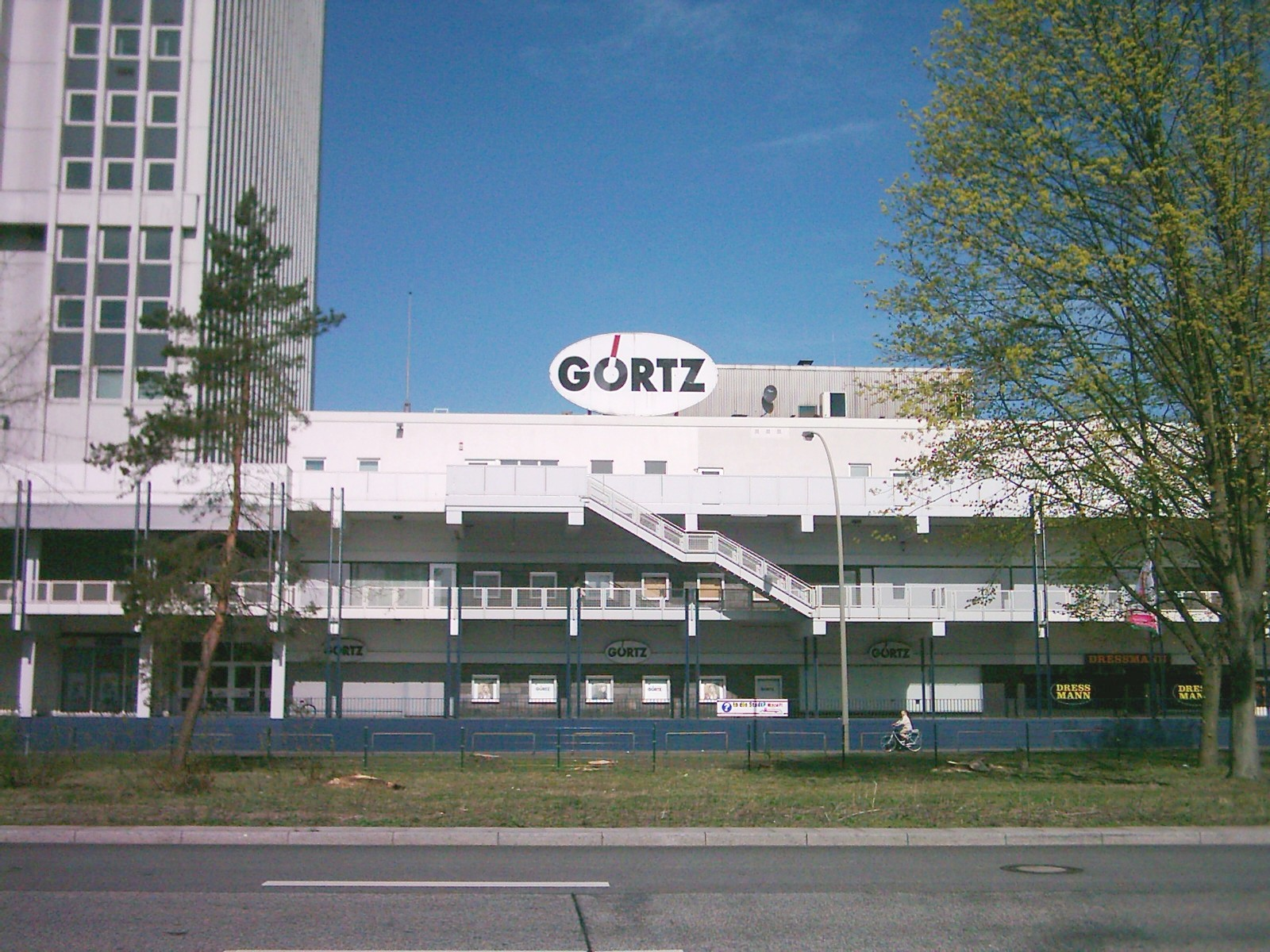
Dressmann-Filiale in Hamburg (am rechten unteren Bildrand), 2007, noch mit altem Logo

Zwischen 2001 und 2020 war Dressmann auf dem deutschen Markt mit vier Filialen vertreten, die sich ausschließlich im Großraum Hamburgs befanden. Die deutschen Geschäfte gehörten zur Cubus GmbH, die ihren Sitz ebenfalls in der Hansestadt hatte. Am 6. September 2020 teilte das Unternehmen über ihre deutschsprachige Internetseite mit, dass alle Filialen in Deutschland geschlossen werden, nachdem der deutschsprachige Onlineshop bereits aus der Internetpräsenz entfernt wurde. Inzwischen sind die Filialen ebenfalls geschlossen.

## Situation in Österreich

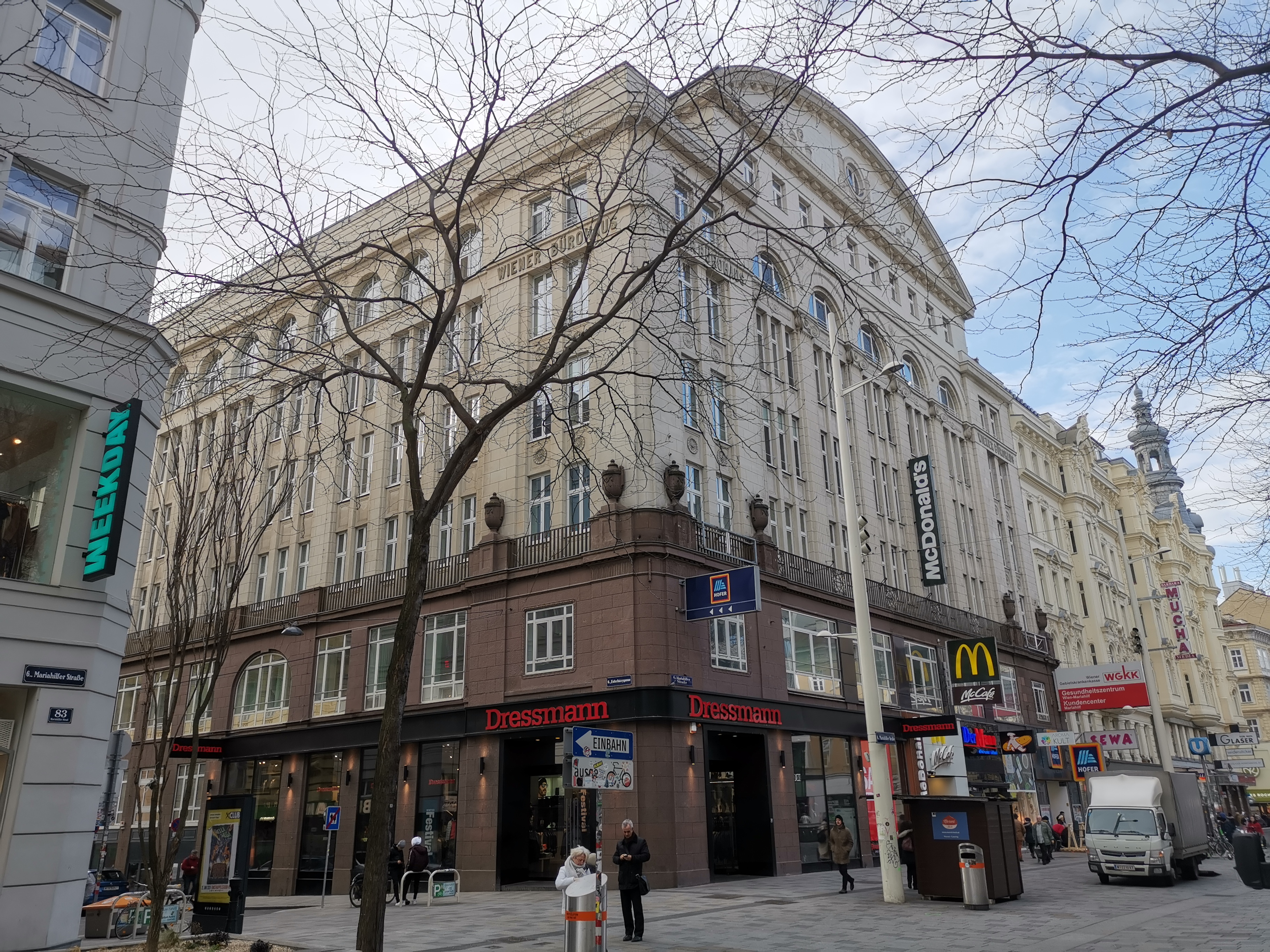
Dressmann-Filiale in Wien, Jänner 2020

Die Anzahl der Filialen in Österreich belief sich zuletzt auf 32, 15 davon alleine in der Hauptstadt Wien sowie den umliegenden Gebieten. In Wien selbst befand sich ebenfalls der Hauptsitz der österreichischen Tochter, der Dressmann GmbH.
Am 18. Mai 2020 musste die österreichische Dressmann GmbH Insolvenz anmelden. Die meisten Geschäfte schlossen Anfang August 2020, die restlichen Standorte folgten bis zum Ende des selbigen Monats.

## Situation in Schweden

### Vorgeschichte der Kette Hagenfeldt
In den frühen 1960er Jahren wurden die Aktivitäten innerhalb der Kaufhauskette Härolds unter der Leitung von Jan Hagenfeldt, dem Sohn von Gustav Hagenfeldt dem Mitbegründer des ersten Kaufhauses Härolds, nur auf Bekleidung beschränkt. Unter dem Namen Hagenfeldt wurden in ganz Schweden eine Reihe neuer und größerer Bekleidungsgeschäfte eröffnet. Hauptsitz und Zentrallager befanden sich weiterhin in Örebro. In den 1970er und 1980er Jahren war das Familienunternehmen Hagenfeldt noch eine der größten Bekleidungsgeschäftsketten Schwedens.
1990 wurde Hagenfeldt an die Vereinigung der Konsumgenossenschaften KF verkauft. Unter der Führung der KF verlief das Geschäft jedoch nicht erfolgreich und 1996 geriet die Kette Hagenfeldt, die damals 45 Filialen umfasste, in finanzielle Schwierigkeiten und meldete Insolvenz an. Im August 1996 wurde Hagenfeldt von der norwegischen Varner-Gruppe gekauft.

### Markteinstieg Dressmann und Umflaggung Hagenfeldt-Filialen

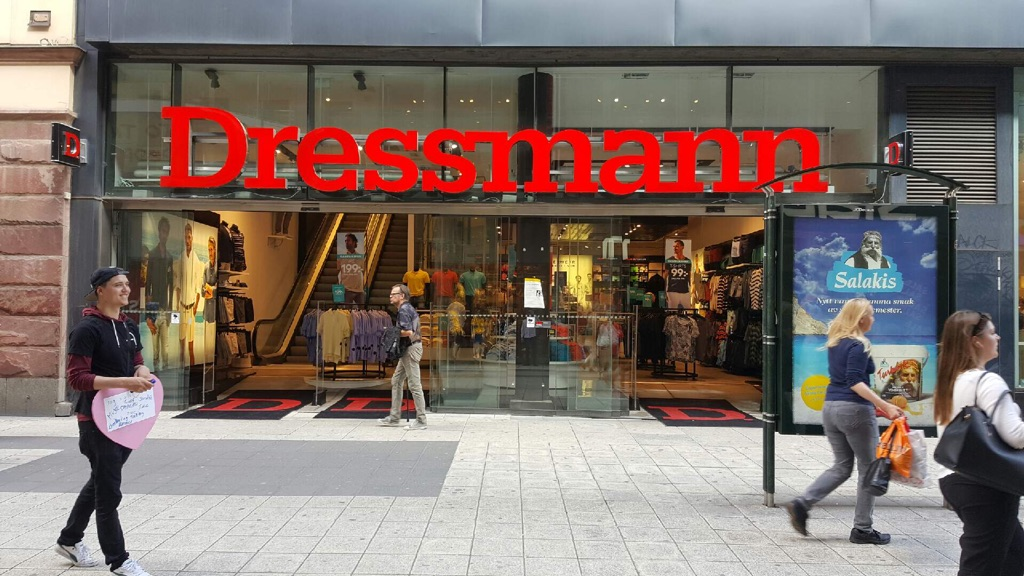
Dressmann Flagship-Store in Stockholm

Im März 1997 wurden die ersten Dressmann-Filialen in Schweden eröffnet (zwei davon waren zuvor Hagenfeldt-Filialen, die ihre Ausrichtung änderten). Für einen kürzeren Zeitraum war das Unternehmen sowohl mit Hagenfeldt- als auch Dressmann-Filialen am Markt vertreten, bevor die Varner-Gruppe im September 1997 die Umflaggung von Hagenfeldt beschloss. Zu dieser Zeit gab es in Schweden 43 Hagenfeldt- und zehn Dressmann-Filialen. 33 der 43 Hagenfeldt-Filialen wurden schließlich zu Dressmann-Geschäften, während die übrigen zehn Filialen ersatzlos geschlossen wurden. Die Umflaggung wurde im Jahr 1998 abgeschlossen.
Heute ist Dressmann mit 189 Filialen in Schweden vertreten. Schweden ist damit das Land mit den meisten Dressmann-Filialen.

## Dressmann XL
Neben der herkömmlichen Größen sind Übergrößen für Herren in den Geschäften und im Webshop als Dressmann XL geführt, die Produktpalette reicht dabei von 2XL bis 9XL. Jedes Land, ausgenommen Deutschland, verfügt dabei mindestens über ein Dressmann XL-Geschäft, in Deutschland waren die Artikel jedoch über das Onlineangebot erhältlich.